# Landtagswahl im Burgenland 1982
Die Landtagswahl im Burgenland 1982 wurde am 3. Oktober 1982 durchgeführt und war die 14. Landtagswahl im österreichischen Bundesland Burgenland. Bei der Wahl konnte die Sozialistische Partei Österreichs (SPÖ) zum achten Mal in Folge ihren Stimmanteil steigern und erzielte mit einem Plus von 1,3 % einen Stimmenanteil von 53,2 %. Die SPÖ hielt damit ihre 20 von insgesamt 36 Mandaten. Im Gegensatz zur SPÖ verlor die ÖVP zum sechsten Mal in Folge Stimmenanteile und musste ein Minus von 2,1 % hinnehmen. Dennoch konnte die ÖVP mit 43,0 % ihre 16 Mandate halten. Die Freiheitliche Partei Österreichs (FPÖ) scheiterte mit 3,0 % nach 1977 erneut am Einzug in den Landtag, den auch die Kommunistische Partei Österreichs (KPÖ) mit 0,5 % und die später als nationalsozialistisch eingestufte Nationaldemokratische Partei (NDP) mit 0,2 % verfehlten.
Der Landtag der XIV. Gesetzgebungsperiode konstituierte sich in der Folge am 29. Oktober 1982 und wählte an diesem Tag die Landesregierung Kery V.

## Ergebnisse
- SPÖ: 20
- ÖVP: 16

|                                         | Ergebnisse 1982 | Ergebnisse 1982 | Ergebnisse 1982 | Ergebnisse 1977 | Ergebnisse 1977 | Ergebnisse 1977 | Differenzen | Differenzen | Differenzen |
| --------------------------------------- | --------------- | --------------- | --------------- | --------------- | --------------- | --------------- | ----------- | ----------- | ----------- |
| Wahlberechtigte                         | 198.000         | 198.000         | 198.000         | 187.382         | 187.382         | 187.382         | + 10.618    | + 10.618    | + 10.618    |
| Wahlbeteiligung                         | 90,07 %         | 90,07 %         | 90,07 %         | 93,20 %         | 93,20 %         | 93,20 %         | - 3,13 %    | - 3,13 %    | - 3,13 %    |
|                                         | Stimmen         | %               | Mand.           | Stimmen         | %               | Mand.           | Stimmen     | %           | Mand.       |
| Abgegebene Stimmen                      | 178.333         |                 |                 | 174.635         |                 |                 | + 3.698     |             |             |
| Ungültig                                | 4.642           | 2,60 %          |                 | 1.866           | 1,07 %          |                 | + 2.776     | + 1,53 %    |             |
| Gültig                                  | 173.691         | 97,40 %         |                 | 172.769         | 98,93 %         |                 | + 922       | + 1,53 %    |             |
| Partei                                  |                 |                 |                 |                 |                 |                 |             |             |             |
| Sozialistische Partei Österreichs (SPÖ) | 92.442          | 53,22 %         | 20              | 89.747          | 51,95 %         | 20              | + 2.695     | + 1,27 %    | ± 0         |
| Österreichische Volkspartei (ÖVP)       | 74.748          | 43,04 %         | 16              | 77.981          | 45,14 %         | 16              | - 3.233     | - 2,10 %    | ± 0         |
| Freiheitliche Partei Österreichs (FPÖ)  | 5.157           | 2,97 %          | 0               | 3.923           | 2,27 %          | 0               | + 1.234     | + 0,70 %    | ± 0         |
| Kommunistische Partei Österreichs (KPÖ) | 942             | 0,54 %          | 0               | 625             | 0,36 %          | 0               | + 317       | + 0,18 %    | ± 0         |
| Nationaldemokratische Partei (NDP)      | 402             | 0,23 %          | 0               | 493             | 0,29 %          | 0               | - 91        | - 0,06 %    | ± 0         |
| Gesamt                                  | 173.691         | 100,00 %        | 36              | 172.769         | 100,00 %        | 36              | + 922       |             |             |